# Neja
Neja je žensko osebno ime.

## Izvor imena
Ime Neja je različica ženskega imena Jerneja oziroma moškega imena Nejc .

## Pogostost imena
Po podatkih Statističnega urada Republike Slovenije je bilo na dan 31. decembra 2007 v Sloveniji število ženskih oseb z imenom Neja: 1.163. Med vsemi ženskimi imeni pa je ime Neja po pogostosti uporabe uvrščeno na 173. mesto.

## Osebni praznik
V koledarju se ime Neja uvršča k imenu Jerneja oziroma Jernej, ki god|goduje 24. avgusta.